# Viracucha birabeni
Espèce
Synonymes
- Corinoctenus birabeni Carcavallo & Martínez, 1961

Viracucha birabeni est une espèce d'araignées aranéomorphes de la famille des Ctenidae.

## Distribution
Cette espèce est endémique de la province de Corrientes en Argentine,. Elle se rencontre vers Itá Ibaté.

## Description
La femelle holotype mesure 26 mm.

## Systématique et taxinomie
Cette espèce a été décrite sous le protonyme Corinoctenus birabeni par Carcavallo et Martínez en 1961. Elle est placée dans le genre Ancylometes par Schiapelli et Gerschman en 1970 puis dans le genre Viracucha par en .

## Étymologie
Cette espèce est nommée en l'honneur de Max Birabén.

## Publication originale
- Carcavallo & Martínez, 1961 : « La subfamilia Corinocteninae (Araneae, Ctenidae). » Revista de la Sociedad Entomológica Argentina, vol. 23, p. 7-13.